# Sunda-Bambusfledermaus
Die Sunda-Bambusfledermaus (Tylonycteris pachypus) ist ein in Südostasien verbreitetes kleines Fledertier in der Familie der Glattnasen. Das Typusexemplar stammt von der Insel Java. Weiter nördlich verbreitete Populationen, die früher dieser Art zugerechnet wurden, zählen seit 2017 zur Indomalaiischen Bambusfledermaus (Tylonycteris fulvida).

## Merkmale
Die kleinsten Populationen dieser ohne Schwanz 31 bis 41 mm langen und 2,7 bis 4,8 g schweren Fledermaus leben auf den Philippinen. Es sind 24 bis 29 mm lange Unterarme, ein 21 bis 31 mm langer Schwanz, Hinterfüße von 4,6 bis 6,8 mm Länge und 6 bis 10 mm lange Ohren vorhanden. Die Exemplare haben oberseits glänzend braunes bis rotbraunes Fell und unterseits etwas helleres Fell mit oranger Tönung. Auf den dunkelbraunen Ohren, Flughäuten und der Schnauze sind keine Haare vorhanden. Typisch sind etwa dreieckige Ohren mit abgerundeter Spitze und kurzem Tragus. An Händen und Füßen befinden sich gut ausgeprägte Ballen. Der Schwanz ist vollständig in die Schwanzflughaut integriert.

## Verbreitung
Das Verbreitungsgebiet erstreckt sich von Sumatra über Borneo und Java bis zu den Philippinen und nach Lombok. Eine disjunkte Population bewohnt die Insel Ambon (Molukken). Die Sunda-Bambusfledermaus hält sich in feuchten laubabwerfenden Wäldern mit einem Unterwuchs aus Bambus auf und besucht gelegentlich Ackerflächen. Sie lebt im Flach- und Hügelland bis 500 Meter Höhe.

## Lebensweise
Die nachtaktiven Exemplare verlassen in der Dämmerung ihr Versteck, das in hohlen Bambusstängeln liegt. Sie ruhen meist einzeln oder in kleinen Gruppen mit bis zu 16 Mitgliedern. In Ausnahmefällen schlafen bis zu 40 Individuen dicht beieinander. Die Sunda-Bambusfledermaus jagt fliegende Termiten und andere fliegende Insekten, die sie mit den Flügeln fängt. Es ist jährlich ein Wurf mit Zwillingen bekannt.

## Gefährdung
Gebietsweise wirken sich Landschaftsveränderungen, Buschbrände und Störungen am Ruheplatz negativ aus. Die IUCN schließt noch die Populationen von Tylonycteris fulvida mit ein klassifiziert die Art als nicht gefährdet (least concern).